# Mesana
Mesana (gr. Μέσανα) – wieś w Republice Cypryjskiej, w dystrykcie Pafos. W 2011 roku liczyła 31 mieszkańców.